# 李尚平案
李尚平案是湖南省益阳市龙光桥镇南塘中学的教师李尚平被枪击致死的案件，此案至今未侦破。
2002年4月26日下午5点半，李尚平在距家门外300米处被枪击身亡。起初益阳市赫山交警大队认为其死于“交通事故”，经过益阳市公安局法医尸检后认定李尚平死于“枪击”。随后警方在草丛中找到凶器：一把自制火枪，法医鉴定认为凶手在2米内开枪射击，可能是职业杀手。

## “刺头”老师
李尚平以“敢于直言”在当地教师中闻名，被个别部门称作“刺头”。2001年12月下旬，当地教师工资被停发，李尚平开始向上级部门交涉。2002年1月15日，李尚平在新闻网站披露了此事，并向新华网写信反映当地教师上调的工资两年多未发放、联校领导克扣教师误餐费等现象。3月18日上午，湖南电视台记者到当地采访，两天后在电视中播出。3月27日，当地政府在多方“摊派”筹集后发放了42万元工资。

## 后续
案件发生后，当地工作人员告诉记者，因案件“牵涉”了很多人，公安局不好下手。李尚平死后，龙光桥镇教师的工资被克扣了140元。
2003年4月19日，中国中央电视台以《“刺头”教师李尚平之死》为专题报道了李尚平案。
2011年1月19日，时任中国国家主席胡锦涛访问美国期间，人权团体在白宫前打出条幅要求当局关注李尚平案。
2019年7月2日，在湖南新晃一中“新晃一中操场埋尸案”16年后重启调查后不久，湖南省公安部门开始调查17年前的湖南省益阳市教师李尚平被杀一案。